# Ferran Corominas
Ferran Corominas Telechea (Bañolas, Gerona, 5 de enero de 1983), conocido como Coro, es un futbolista español que juega de delantero.

## Trayectoria
Se formó en el C. D. Bañolas, equipo juvenil de la provincia de Gerona. A mediados de 2001 se incorporó a las categorías inferiores del R. C. D. Espanyol de Barcelona. Durante tres temporadas jugó en el filial del equipo blanquiazul.
En la temporada 2003-04, Javier Clemente le dio la oportunidad de debutar con el primer equipo en un partido de Copa del Rey disputado en el campo del Elche C. F. el 7 de octubre. Su estreno resultó providencial, anotando en el último minuto del partido el gol de la victoria que clasificó a su equipo. Sin embargo, su debut en Primera División no llegó hasta prácticamente un año después. El propio Clemente le hizo saltar al campo el 2 de noviembre de 2003, en un encuentro contra el Real Zaragoza. La siguiente temporada se incorporó definitivamente al primer equipo, jugando 25 partidos de Liga en los que anotó un gol.
Su explosión llegó en la temporada 2005-06, en la que logró varios tantos decisivos. Uno de los más recordados por la afición periquita fue el que le marcó a la Real Sociedad de Fútbol en el último minuto de la última jornada de Liga, salvando in extremis a su equipo del descenso a Segunda División. También disputó algunos minutos de la final de la Copa del Rey, anotando uno de los cuatro tantos con los que el Espanyol se impuso al Real Zaragoza, logrando el cuarto título copero de su historia. Además, también fue decisivo en la conquista de la Copa Cataluña de ese año, anotando el único tanto de la final jugada contra el F. C. Barcelona.
En la siguiente campaña se proclamó subcampeón de la Copa de la UEFA, aunque no fue alineado en la final que el Espanyol perdió contra el Sevilla F. C. En la Liga española anotó cuatro goles en los 30 partidos que disputó.
El 17 de enero de 2011 Coro fue cedido al C. A. Osasuna, siendo así el segundo refuerzo invernal de los rojillos, y retornó al equipo perico a final de temporada.
En agosto de 2011 rescindió el año de contrato que le quedaba con el R. C. D. Espanyol y fichó por el Girona F. C. para jugar en el Segunda División de España.
En abril de 2012 presentó su biografía titulada "Coro es la vida. Historia de un héroe del Espanyol", escrita por el periodista Marc Raymundo.
En agosto de 2012 el Elche C. F. pagó su cláusula de rescisión y se hizo con sus servicios por dos temporadas con opción a una más. En dicha temporada consiguió ser el máximo goleador del equipo ilicitano con 12 dianas, y también ser el máximo asistente con 10 asistencias. Estos números permitieron lograr el ascenso con el a Primera División.
En agosto de 2015 recaló en las filas del R. C. D. Mallorca tras alcanzar un acuerdo por dos temporadas con opción a una extra.
Tras una experiencia en Chipre con el Doxa Katokopias, en 2017 firmó con el F. C. Goa de la Superliga de India. Se convirtió en máximo goleador histórico de la Superliga india, alcanzando los 50 goles durante las tres temporadas que estuvo allí.
A finales de septiembre de 2020 volvió a las Islas Baleares para jugar en el C. D. Atlético Baleares. Marcó tres goles en los 21 partidos que disputó y abandonó el club al finalizar la temporada.

## Selección nacional
Fue internacional en las categorías inferiores de la selección de fútbol de España. En 2002 fue campeón de la Eurocopa sub-19 y, un año después, fue integrante del combinado español que se proclamó subcampeón del Mundial sub-20.
También ha jugado cinco partidos internacionales amistosos con la selección de Cataluña.

## Clubes
| Club                    | País   | Año       |
| ----------------------- | ------ | --------- |
| R. C. D. Espanyol "B"   | España | 2001-2004 |
| R. C. D. Espanyol       | España | 2004-2011 |
| C. A. Osasuna           | España | 2011      |
| Girona F. C.            | España | 2011-2012 |
| Elche C. F.             | España | 2012-2015 |
| R. C. D. Mallorca       | España | 2015-2016 |
| Doxa Katokopias         | Chipre | 2017      |
| F. C. Goa               | India  | 2017-2020 |
| C. D. Atlético Baleares | España | 2020-2021 |

## Palmarés

### Títulos nacionales
| Título       | Club              | País   | Año  |
| ------------ | ----------------- | ------ | ---- |
| Copa del Rey | R. C. D. Espanyol | España | 2006 |

### Títulos internacionales
| Título          | Club (*)           | País    | Año  |
| --------------- | ------------------ | ------- | ---- |
| Eurocopa sub-19 | Selección española | Noruega | 2002 |

(*) Incluyendo la selección.